# Río Paraná
El Paraná es un río largo que nace en Brasil del centro-este de América del Sur que fluye en direcciones sur, este y sudoeste a través de Brasil, Paraguay y Argentina. Tiene una longitud de 2546 kilómetros (4001 km desde la fuente del río Grande), que lo sitúan como el segundo río más largo de América del Sur —tras el Amazonas—. Es una continuación del río Grande, recibiendo el nombre del río Paraná en la confluencia con el río Paranaíba.
El Paraná moviliza un caudal colosal de 16 000–20 000 m³/s. Se le clasifica como río aluvial, porque transporta en su caudal sedimentos, tanto por arrastre como suspendidos en el agua, que transforman constantemente su propia morfología, generando bancos e islas.
En su desembocadura, el Paraná conforma un delta en constante crecimiento, producto de los sedimentos que aportan, principalmente, los ríos Paraguay y Bermejo. Al desembocar en otro río, dicho delta tiene la particularidad de ser totalmente de agua dulce, a diferencia de otros grandes deltas del mundo.
Junto con sus afluentes, el Paraná forma una enorme cuenca de drenaje que cubre gran parte de la parte central del sur de Sudamérica, incluido esencialmente todo Paraguay, gran parte del sur de Brasil, el norte de Argentina y el sureste de Bolivia. Si el río Uruguay se cuenta como un afluente del Paraná, esta cuenca se extiende para cubrir también la mayor parte de Uruguay. El volumen de agua que fluye hacia el océano Atlántico a través del Río de la Plata es aproximadamente igual al volumen en el delta del río Misisipi.

## Toponimia
«Paraná» puede ser el apócope de la expresión para rehe onáva que en idioma tupí significa 'pariente del mar' o 'agua que se mezcla con el mar'.
Pero lo más seguro es que la expresión deriva de la lengua tupí-guaraní pará = «mar» + ná (de aná se suprime una «a» por eufonía) = «pariente» o «semejante». Paraná es, entonces «pariente del mar», en relación con su tamaño.
Otro significado puede ser «emparentado con el mar», observación geográfica realizada por los aborígenes al haberlo navegado en toda su extensión. Como se ve, las teorías sobre el significado del nombre difieren solo en matices.

## Generalidades

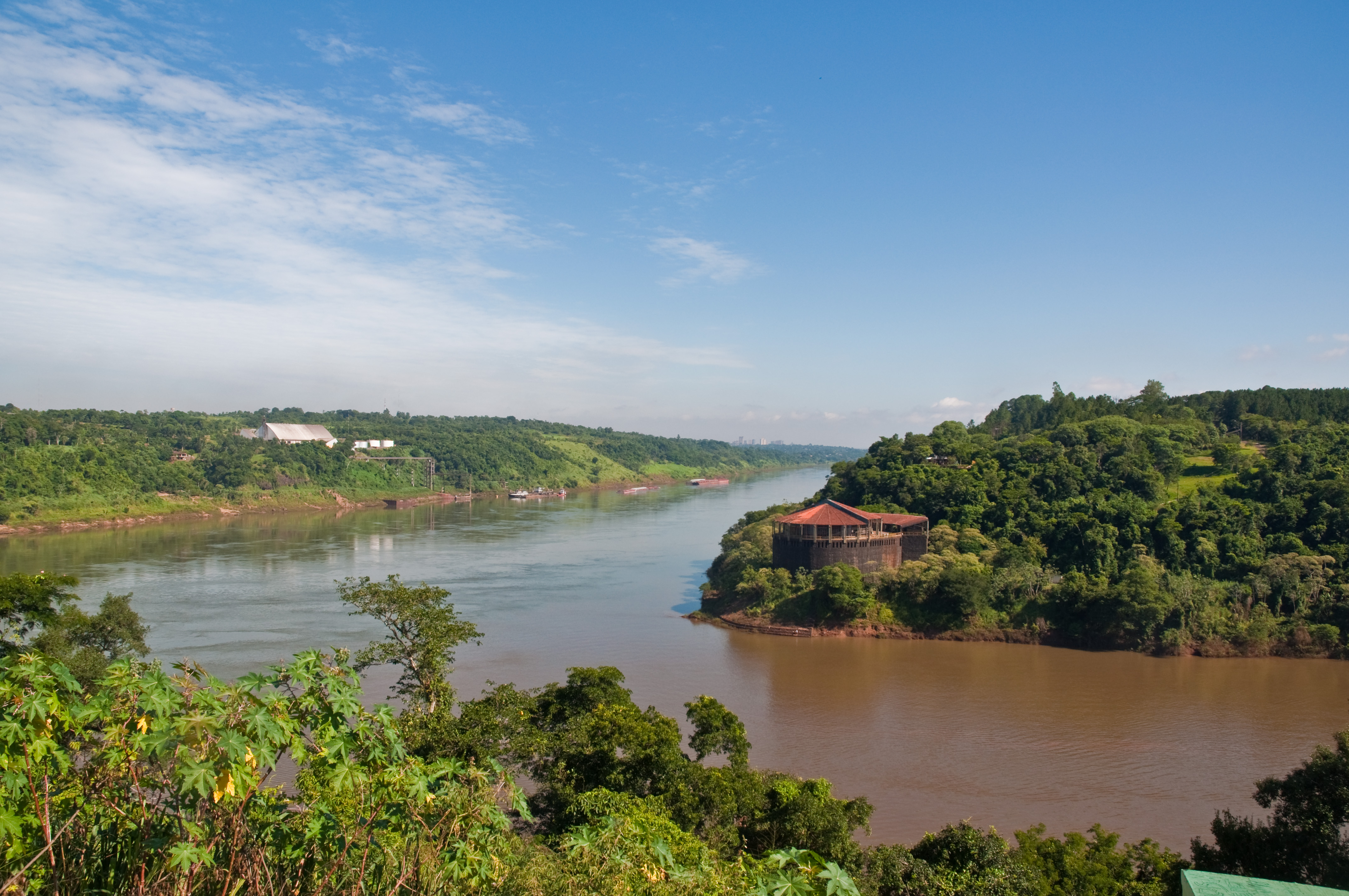
Desembocadura del río Iguazú en el Paraná.

El curso de agua nace entre los estados brasileños de São Paulo, Minas Gerais y Mato Grosso del Sur, de la confluencia del río Grande y el río Paranaíba, aproximadamente a 20° de latitud sur y 51° de longitud oeste.
Fluye hacia el sudoeste, marcando el límite del estado de Mato Grosso del Sur con los de São Paulo y Paraná hasta la ciudad de Saltos del Guairá, desde donde demarca la frontera entre Brasil y Paraguay en una extensión de 190 km hasta la Triple Frontera entre Paraguay, Argentina y Brasil.
Desde ese punto, en la confluencia con el río Iguazú, pasa a ser límite entre Paraguay y la Argentina. Aquí el río describe una amplia curva que lo desvía hacia el oeste, hasta su confluencia con el río Paraguay, donde gira bruscamente hacia el sur siguiendo la trayectoria del río Paraguay. El Paraná a partir de este punto se interna completamente en territorio argentino hasta su desembocadura en el Río de la Plata. En este trayecto final, el curso de agua sirve de límite natural entre varias provincias, ya que a su margen derecha (oeste y sudoeste) quedan: Chaco, Santa Fe y la Provincia de Buenos Aires, mientras que a la izquierda, se encuentran las de Misiones, Corrientes y Entre Ríos.
La cuenca del Paraná se compone de dos subcuencas: las cuencas de los ríos Paraná (1 414 132 km²) y Paraguay (1 168 540 km²), la que comprende también las cuencas de sus tributarios andinos, como el río Bermejo y el río Pilcomayo. Solo el Paraná, a su vez, abarca dos zonas con distintas características hidrográficas, económicas y socioculturales: el Alto Paraná y el Paraná Medio e Inferior.
El Paraná posee un largo de 2570 kilómetros; y, si se le suman los 1370 km del río Paranaíba, la longitud total asciende a 3940 km, ubicándose así como el 14.º río más extenso del mundo. La longitud combinada de los ríos Paraná y Grande es de 3870 km y la longitud desde el nacimiento del río Paraguay hasta la desembocadura del Paraná en el Río de la Plata es de 3645 km. Desde su nacimiento hasta la desembocadura pueden diferenciarse tres tramos:

### Alto Paraná

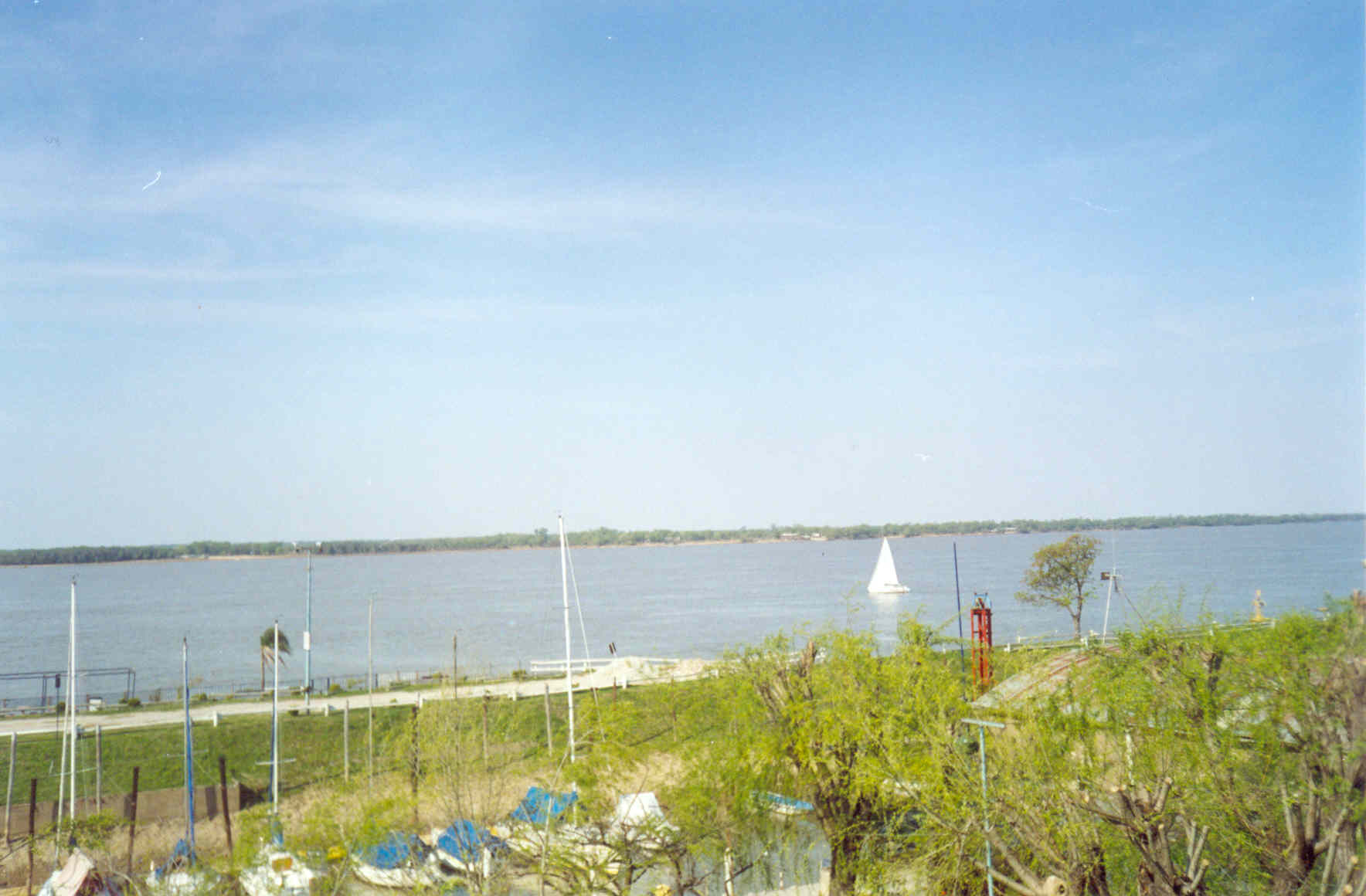
Vista del río desde la ciudad de Rosario al sur.

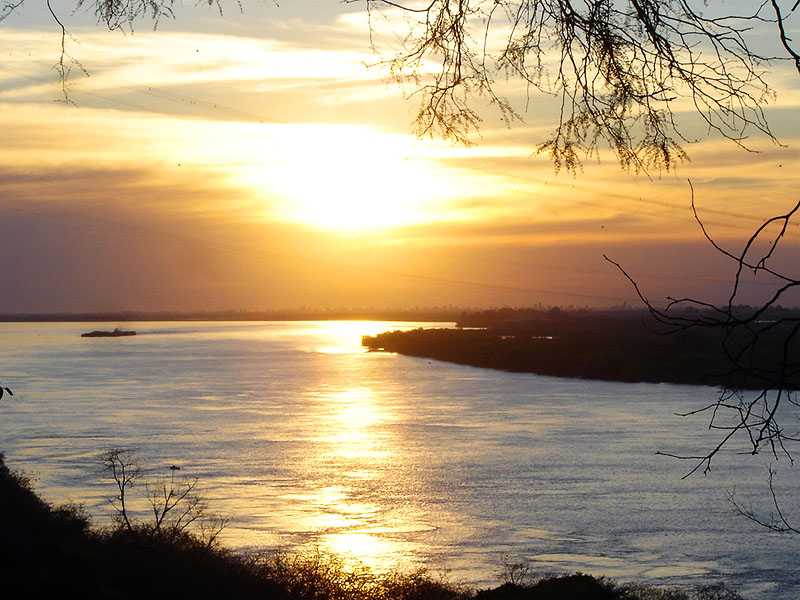
Vista del río desde la toma vieja (Paraná). En el fondo se aprecian los edificios de la ciudad de Santa Fe.

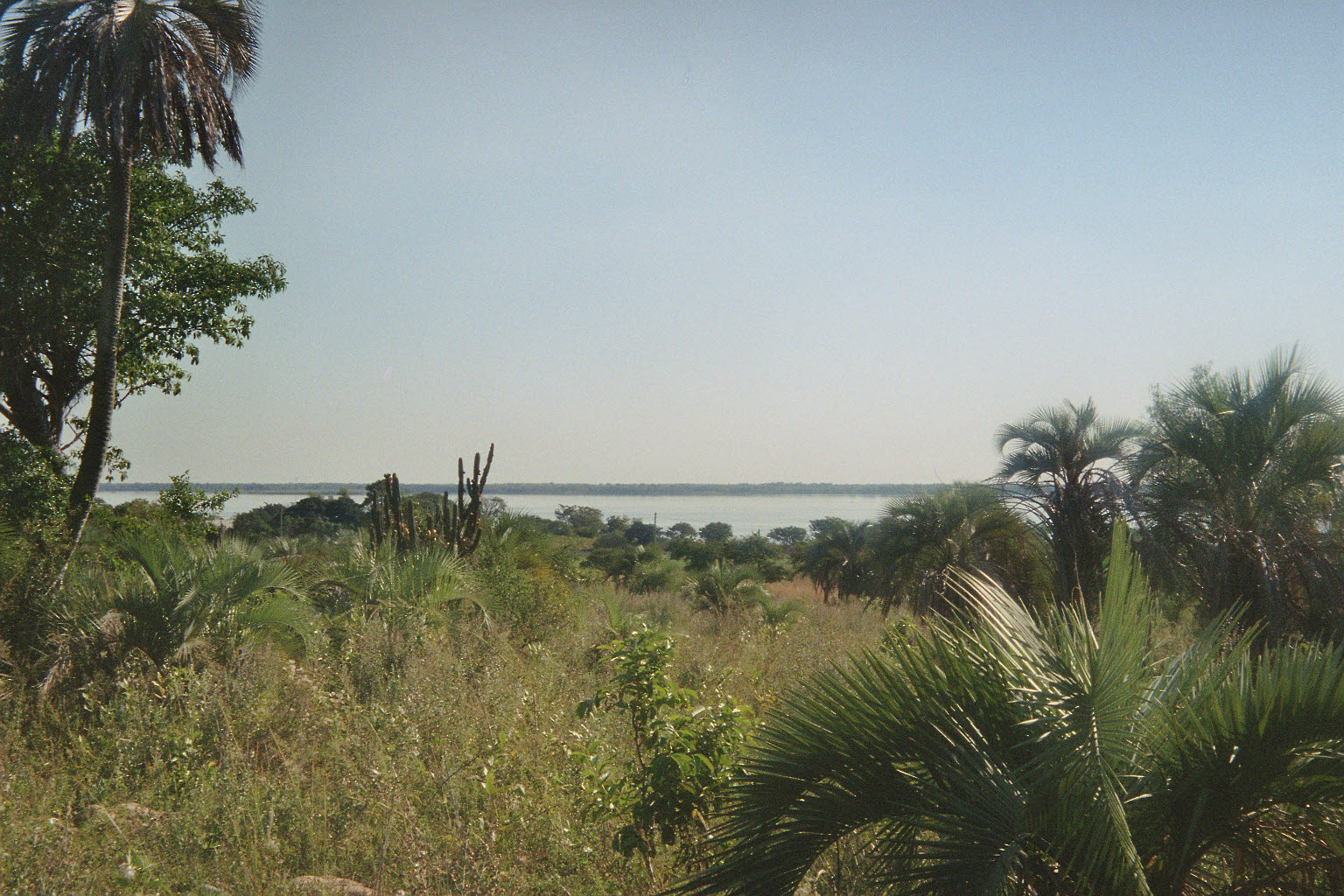
El Paraná visto desde las barrancas de Lavalle (Corrientes).

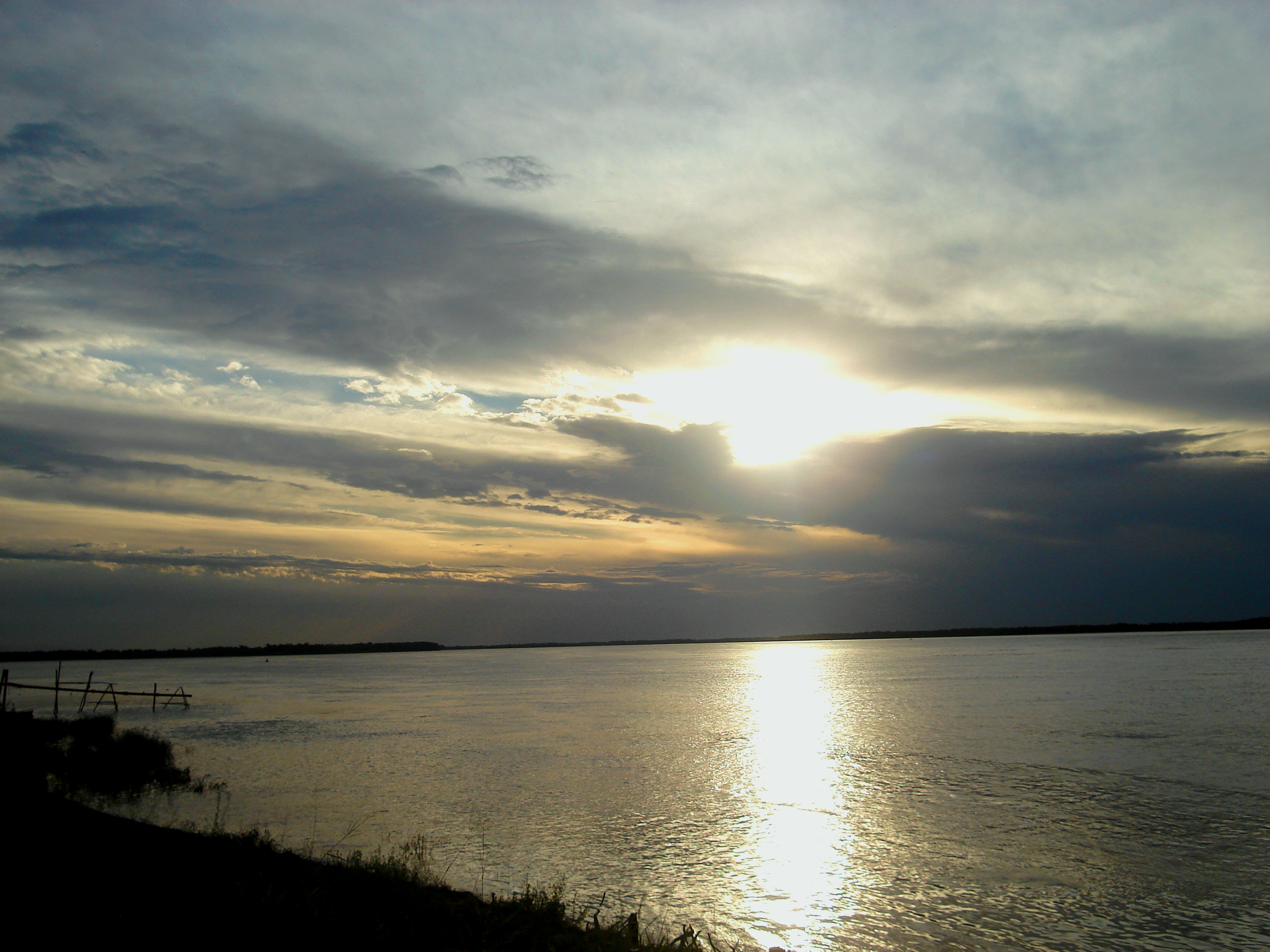
El río Paraná visto desde la ciudad de Paraná.

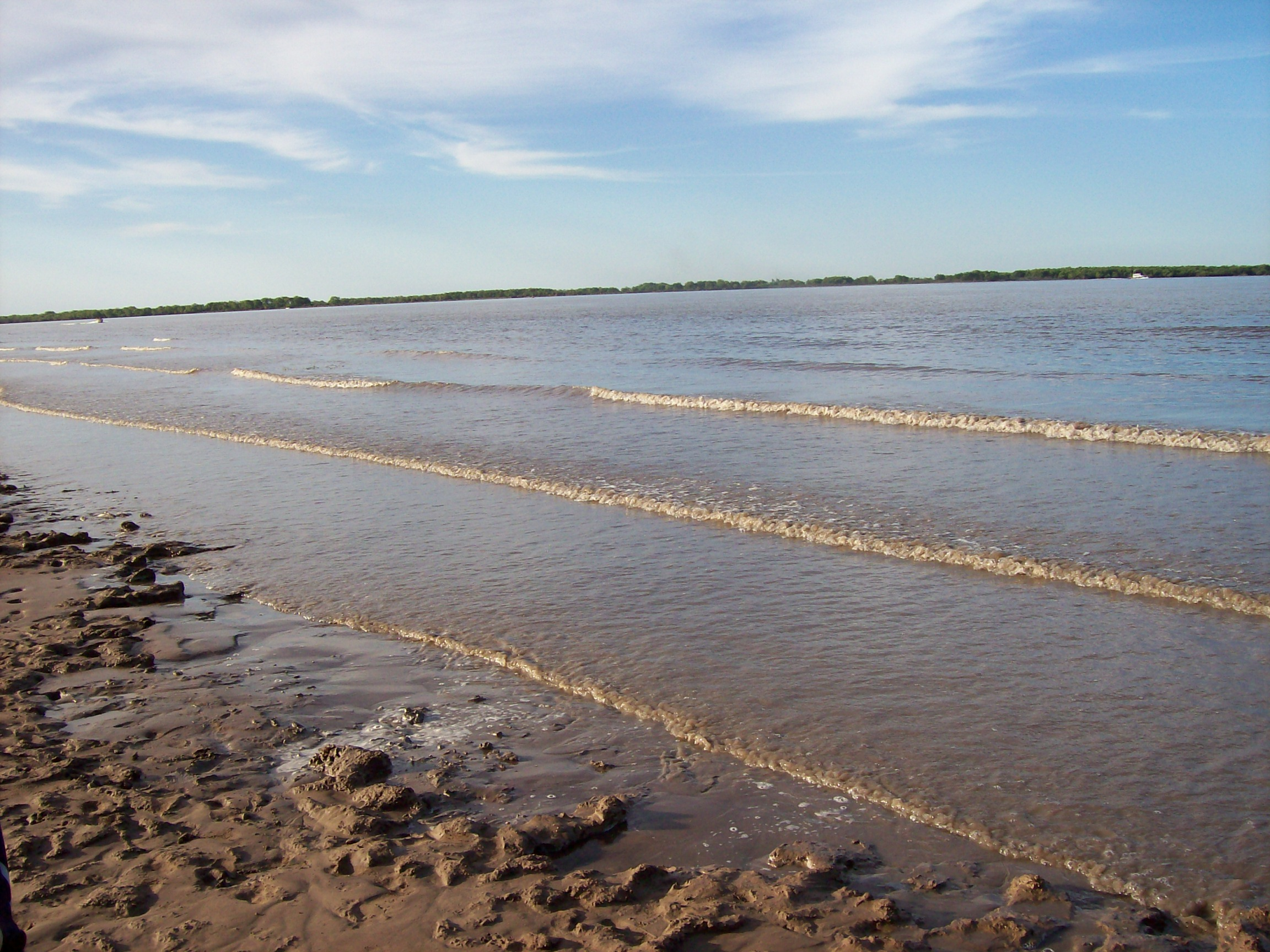
Playas del río Paraná, en Ramallo.

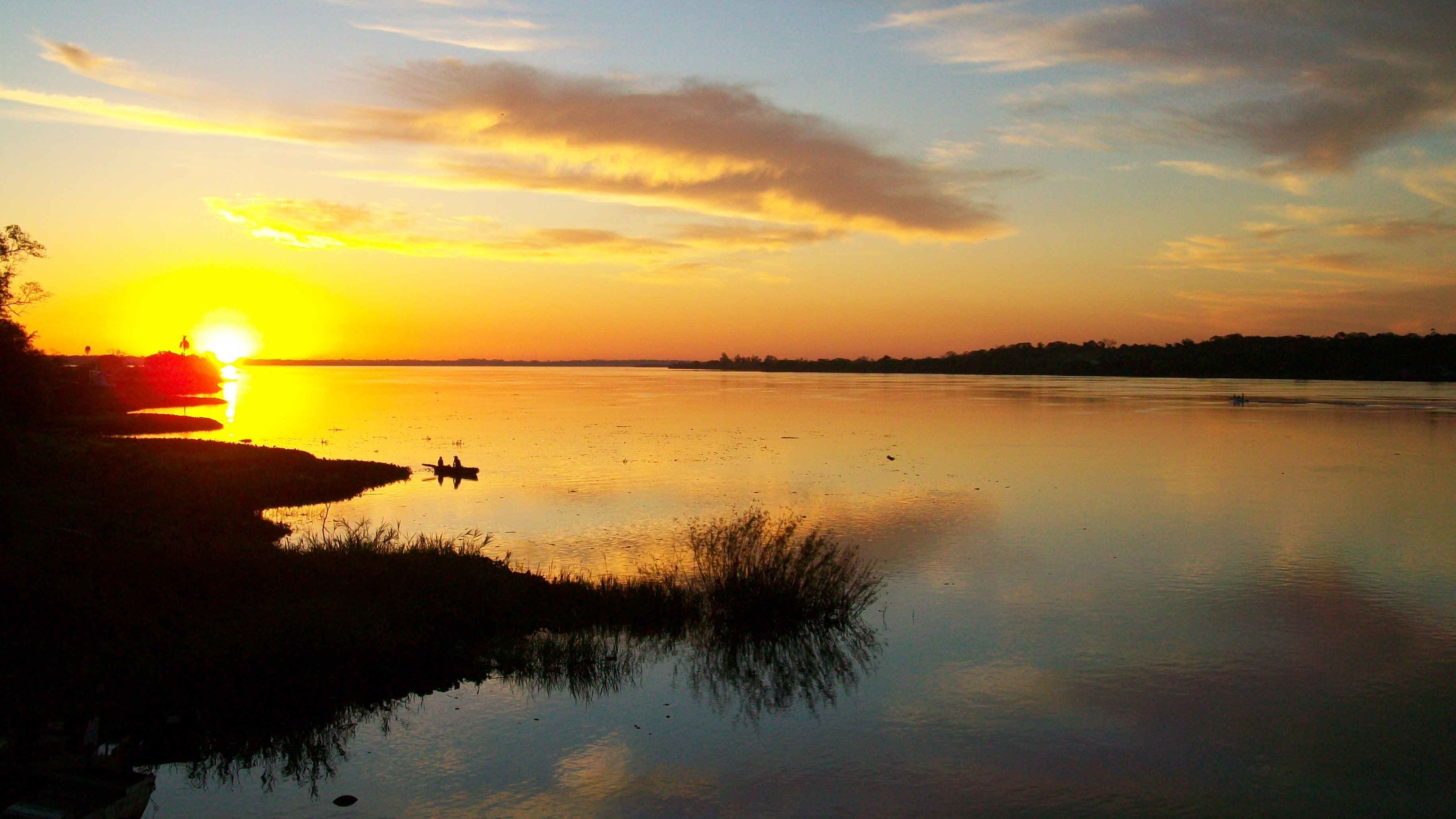
Atardecer sobre el Paraná, en Candelaria (Misiones). Por este sitio, en donde se estrecha el río, cruzó el general Manuel Belgrano en su Expedición Libertadora al Paraguay.

Comprende los primeros 1550 km del río, desde su nacimiento hasta la confluencia con el río Paraguay. En este trayecto atraviesa el macizo de Brasilia, por lo que es un río de meseta, que discurre sobre un lecho rocoso, entre barrancas que se van distanciando progresivamente entre sí. En épocas pasadas presentaba gran cantidad de saltos de agua y rápidos que han sido aprovechados para construir embalses y represas, como las de Itaipú y Yacyretá-Apipé, lo que hizo desaparecer el valle de inundación bajo las aguas.
El tramo brasileño es el más modificado por la acción humana: la vegetación subtropical circundante ha sido completamente reemplazada por campos dedicados a la agricultura y la cría de ganado y sus planicies de inundación fueron sumergidas bajo los embalses, lo que alteró totalmente los regímenes fluviales del río.
Tras la represa de Yacyretá-Apipé el río presenta una clara dirección hacia el oeste, ensanchándose progresivamente y ramificándose en varios canales que forman gran cantidad de islas fluviales hasta unirse frente a Paso de la Patria con el río Paraguay.
Sus principales afluentes son: por la margen derecha, los ríos Verde, Pardo, Ivinhema y Monday; y por la margen izquierda, los ríos Tieté, Paranapanema, Ivaí, Piquirí e Iguazú.

### Curso medio
Comprende unos 722 km desde la confluencia con el río Paraguay por el norte hasta la ciudad de Diamante en el sur, donde comienza el predelta. Al unirse con el Paraguay, el curso del río gira bruscamente hacia el sur, a lo largo de una falla geológica ocupada por el ancho valle de inundación, convirtiéndose en un río de llanura con gran cantidad de meandros, islas fluviales y bancos de arena.
El río ahora es de curso lento, sobre un lecho limoso y sus aguas transportan gran cantidad de sedimentos provenientes de las estribaciones andinas fuertemente erosionadas por los ríos Bermejo, Pilcomayo y sus tributarios.
El valle de inundación está limitado por barrancas en la margen izquierda, mientras que en la margen derecha sus costas son bajas y anegadizas con numerosos riachos y lagunas que se inundan en época de crecientes. A partir de la ciudad de Santa Fe, la margen barrancosa es la derecha y la baja y anegadiza la izquierda, en territorio de la provincia de Entre Ríos.
Sus principales afluentes son: por la margen izquierda, los ríos Santa Lucía, Corriente y Guayquiraró; y por la margen derecha, los ríos Paraguay, Negro y Salado.

### Curso inferior
El curso inferior se extiende desde la ciudad de Diamante hasta la confluencia con el río Uruguay. En este tramo la barranca se interna en la provincia de Entre Ríos constituyendo la «barranca muerta» que enmarca el norte del Delta. El río ha ensanchado su perfil transversal, siguiendo una dirección estesudeste, y se abre paso entre las barrancas muertas, llamadas así porque el agua solo llega a ellas en las grandes crecientes y las barrancas activas de la Pampa ondulada, cortadas por una serie de pequeños cursos de aguas que se originan a pocos km de su desembocadura.
De la orilla entrerriana le llegan los ríos Victoria y Nogoyá, que unen sus aguas en un laberinto de islas formando una ribera baja y anegadiza. Frente a las islas Lechiguanas, que son las de mayor extensión, desemboca el río Gualeguay. Por la margen occidental, recibe las aguas del río Carcarañá, curso de agua formado a partir de la unión de los ríos Tercero y Cuarto y que atraviesa el territorio de la provincia de Santa Fe, separando el sur del resto de la provincia y que desagua en el Río Coronda, que desagua a su vez en el Paraná. Con el material que transporta va dando forma a numerosas islas que se presentan en este tramo, separadas por los brazos del mismo río. También sobre la margen izquierda recibe numerosos afluentes, entre ellos el arroyo de Las Conchas, el Ensenada, y formando el delta los brazos fluviales: Paraná Pavón, Paraná Ibicuy, Paraná Miní, Paraná Bravo, Paraná Guazú, apoyo del límite interprovincial y Paraná de Las Palmas en territorio bonaerense.

## Régimen pluvial
Las variaciones de caudal del río dependen de las precipitaciones. El Paraná atraviesa zonas con distintos tipos y variedades climáticas. El curso superior presenta una creciente anual durante el verano, mientras que los cursos medio e inferior ven modificado su régimen por los aportes del río Paraguay, lo que provoca una segunda creciente durante el invierno. El máximo caudal del río se registra hacia fines del verano (febrero–marzo) y el estiaje a fines del invierno (agosto–septiembre).
Caudal medio:
- 11 500 m³/s en Apipé,
- 15 240 m³/s en Corrientes.[11]
- 15 000 m³/s en Rosario.

Al desembocar en el Río de la Plata (considerando todos los brazos de su delta), su caudal da una media de 19 706 m³/s, comparable a la de ríos como el Misisipi (21 300 m³/s) y el Ganges (16 000 m³/s).
Las mayores crecidas, registradas, del río Paraná fueron:
| Año       | Lectura de escala en m | Caudal (m³/s) |
| --------- | ---------------------- | ------------- |
| 1982/1983 | 8,98                   | 60 000        |
| 1858      | 8,93                   | 51 000-54 000 |
| 1878      | 8,65                   | 47 000-50 000 |
| 1905      | 8,56                   | 47 000-49 000 |
| 1966      | 7,93                   | 41 000-42 000 |
| 1977      | 7,13                   | 34 000        |
| 1991/1992 | 6,78                   | 54 000        |
| 1997/1998 | 5,89                   | 42 000        |

Fuente: Entidad Binacional Yacyretá (EBY)
Además de los registros oficiales existen observaciones históricas ocurridas en siglos pasados, donde aquellas de 1612 y 1748 parecen haber sido las más grandes, aunque son no suficientemente conocidas como para reconstruir los valores de alturas y caudales.

## Uso y aprovechamiento económico del Paraná
El Paraná y la cuenca del Plata ocupan el área más poblada e industrializada de Suramérica, y el río vincula, a su vez, las dos mayores áreas económicas del subcontinente: el Estado de São Paulo, en el norte y el eje fluvial industrial Santa Fe-La Plata en el sur, lo que da al río una gran importancia estratégica tanto a nivel político como económico y lo convierte en la principal vía de integración del Mercosur.
Históricamente ha sido fuente de conflictos entre españoles y portugueses, que se disputaron el control de su cuenca y su acceso desde el Río de la Plata en épocas virreinales. En el siglo XIX fue escenario de otras disputas por los intereses comerciales de potencias europeas como Francia y el Reino Unido y de las aspiraciones territoriales de Brasil, que ocupó la cuenca superior de los ríos Paraguay y Paraná.
Su cuenca es a su vez una de las principales reservas de agua dulce del mundo, al estar vinculada con el Acuífero Guaraní.

### Aprovechamiento pesquero
El Paraná y sus afluentes proporcionan una fuente de ingresos y de sustento diario para pescadores artesanales, que viven a lo largo de sus orillas; algunas especies de peces (como el surubí y el sábalo) son comercialmente importantes y se explotan para el consumo interno pesado o para exportación. Y el delta del río Paraná se ubica como uno de los mejores destinos de observación de aves del mundo.

### Generación de energía

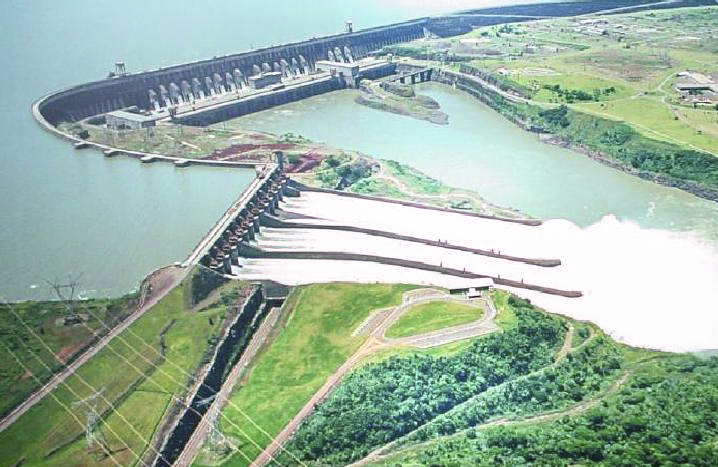
Represa de Itaipú.

Los saltos de agua y rápidos del alto Paraná han sido aprovechados para la generación de energía eléctrica y el almacenamiento de agua para consumo y riego, a través de la construcción de centrales hidroeléctricas.

#### Alto Paraná
En su tramo exclusivo del alto Paraná, Brasil y Paraguay construyeron las centrales hidroeléctricas de Ilha Solteira —en el nacimiento del Paraná—, la de Jupiá —a 21 km de la confluencia con el río Tiete—, y la de Porto Primavera —antes de la confluencia con el río Paranapanema—.
Dos represas que comparte el Paraguay en el río Paraná le proveen el 85 % de su consumo de electricidad, el cual, al ser bajo, le generan enormes excedentes, los que son vendidos a países vecinos, convirtiéndolo en el cuarto mayor exportador de electricidad del mundo. Una de estas hidroeléctricas es la represa de Yacyretá, que la comparte con Argentina y se sitúa en el km 1455; la otra es la represa de Itaipú (la segunda más grande del mundo), que la comparte con Brasil y se sitúa en el km 1950. Asimismo, la parte brasileña de esta última cubre el 25 % de la demanda eléctrica de ese país.
Está planificada la construcción, entre Brasil y Paraguay, de la represa de Ilha Grande (km 2120) entre Itaipú y Porto Primavera. Entre Argentina y Paraguay existe la intención de construir dos más, la represa de Corpus (km 1597) —que inundaría el valle del Paraná entre Yacyretá e Itaipú—, y la represa de Itatí-Itacorá, en el tramo inferior del Alto Paraná, que actuará como reguladora de los excedentes de las represas ubicadas aguas arriba.

#### Paraná Medio
En el curso del Paraná Medio y solo en la Argentina, estaban proyectadas las represas de llanura de «Chapetón» (km 635) y «Patí» o «Machuca Cué» (km 915), aunque su realización es poco probable debido al enorme impacto ecológico que ocasionarían.

### Navegación

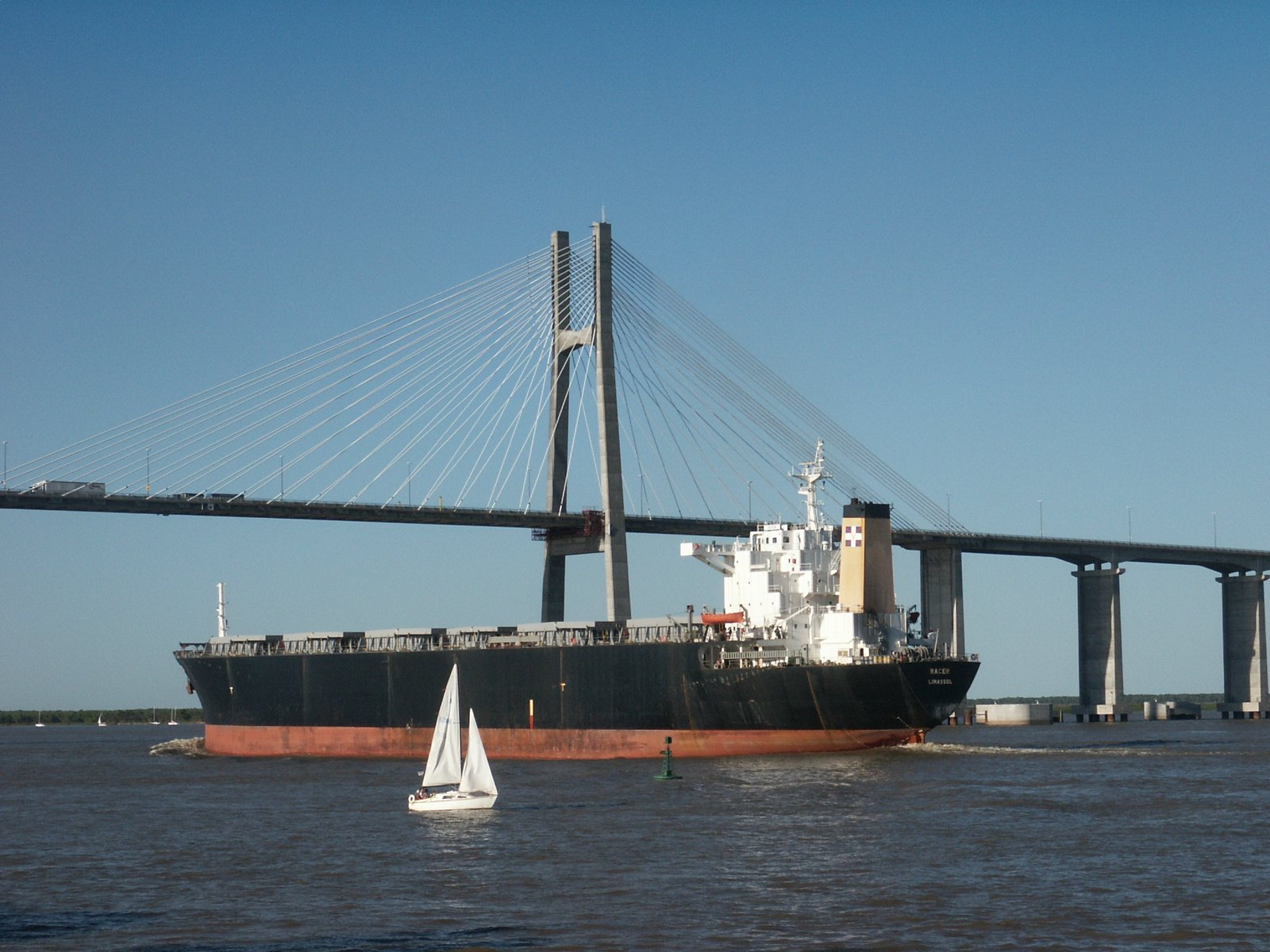
Barco navegando cerca del Puente Nuestra Señora del Rosario.

La navegación del Paraná a lo largo de todo su recorrido se ve impedida por la presencia de la represa de Itaipú, que divide el río en dos sectores con navegación fluvial.
El primero está estructurado a lo largo de 3442 km por la Hidrovía Paraná-Paraguay, desde el Río de la Plata hasta Puerto Cáceres, en el estado de Mato Grosso. Constituye una importante vía fluvial que proporciona una salida al océano a ciudades interiores de Argentina y Paraguay. El dragado, mantenimiento y cobro de peaje del canal está a cargo de la Administración General de Puertos S.E. y controlado por la Subsecretaría de Puertos, Vías Navegables y Marina Mercante, ambos organismos dependientes del Estado Nacional.
El acceso de barcos oceánicos al Paraná depende del estado de dragado de los principales canales de acceso en el Río de la Plata: el Canal Emilio Mitre (profundidad mínima: 10,36 metros) y el Canal Punta Indio (profundidad mínima: 10,36 metros), así como el de los brazos Paraná de las Palmas y Paraná Guazú, con profundidades de 10,97 y 9,1 metros, respectivamente. La profundidad de la Vía Navegable Troncal desde San Pedro es de 10,97 metros hasta Timbúes (km 460) y de 8,23 metros hasta Santa Fe (km 584).
Desde Santa Fe hasta la confluencia con el río Paraguay (km 1240), la profundidad mínima del canal es de 3,60 m, lo que permite la navegación de embarcaciones oceánicas de hasta 1500 toneladas. Desde este punto y hasta Ituzaingó (km 1455), la navegación de convoyes de barcazas importantes es posible, dado que la profundidad alcanza 1,80 m.
La construcción de la represa de Yaciretá y una esclusa sobre ésta permitieron la navegación desde Ituzaingo hasta Posadas (km 1583), al quedar los rápidos de Apipé y Carayá bajo las aguas del embalse. La navegación cuenta con 2,40 metros de profundidad hasta Ciudad del Este (km 1932), donde se ve interrumpida por la represa de Itaipú.

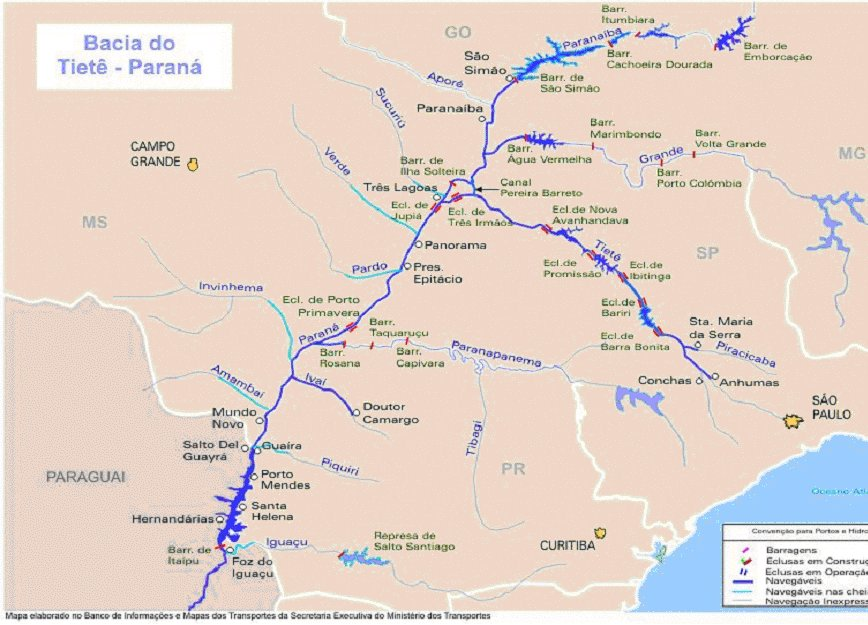
Mapa de la Hidrovía Paraná-Tietê con las esclusas que permiten la navegación.

La navegación, impedida por la presa, continúa más al norte, sobre la red brasileña de la Hidrovía Paraná-Tietê. Después de la presa, la ruta sigue hasta la confluencia de ríos Paranaíba y Grande (km 2570) y más allá, por el Paranaíba a través del Canal Pereira Barreto hasta el puerto de São Simão (Goiás) antes de la represa del mismo nombre, y por el Tieté hasta Anhumas, cerca de São Paulo, la navegación es posible cada año para embarcaciones de hasta 3 metros de calado, ya que en todas las represas hay esclusas de navegación.
Está proyectada la construcción de una esclusa que salve el desnivel de 120 metros de la represa de Itaipu, vinculando las dos hidrovías, lo que posibilitará la navegación fluvial entre Buenos Aires y São Paulo en el futuro.

### Puentes y túneles
Las interconexiones viales y ferroviarias que cruzan el Paraná a lo largo de su curso, desde su nacimiento hasta su desembocadura, son:

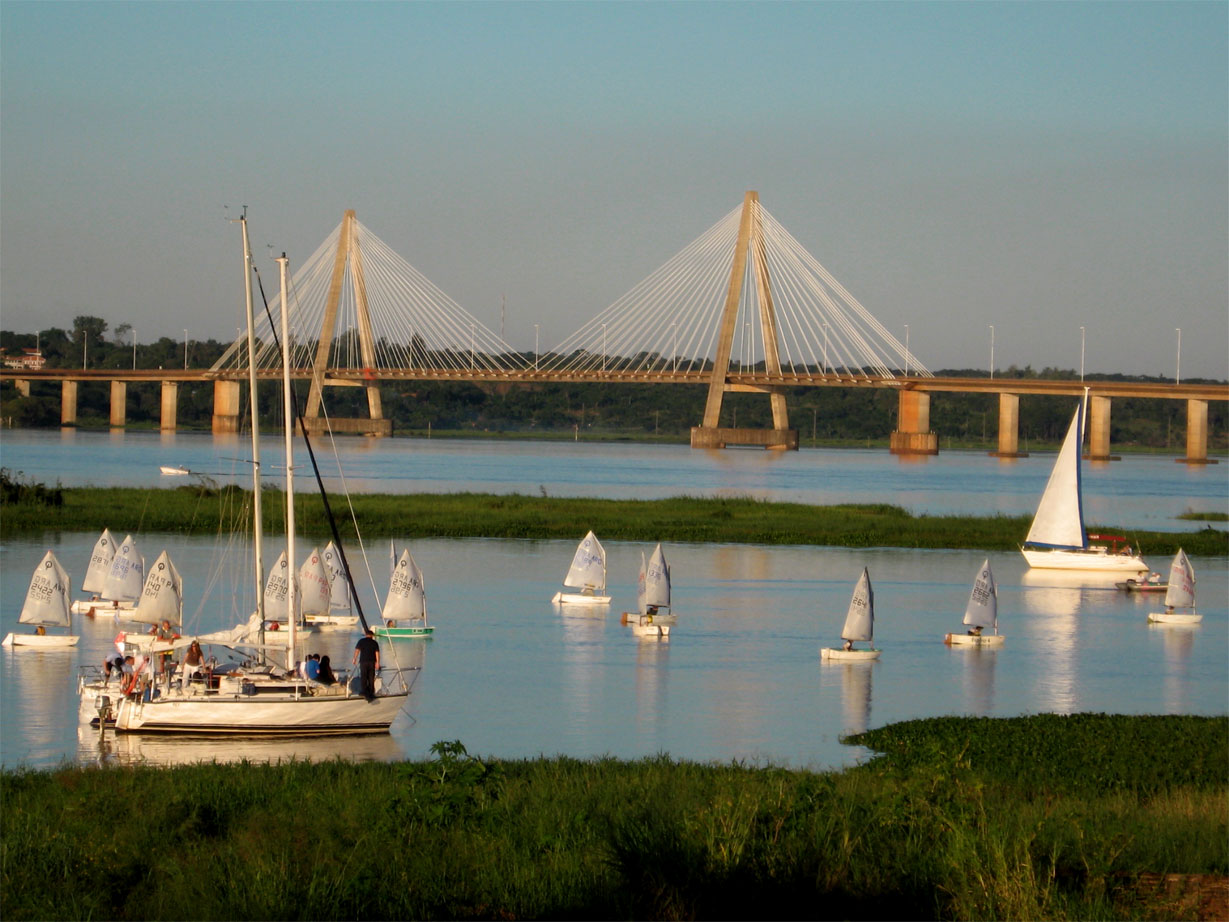
Puente Internacional San Roque González de Santa Cruz.

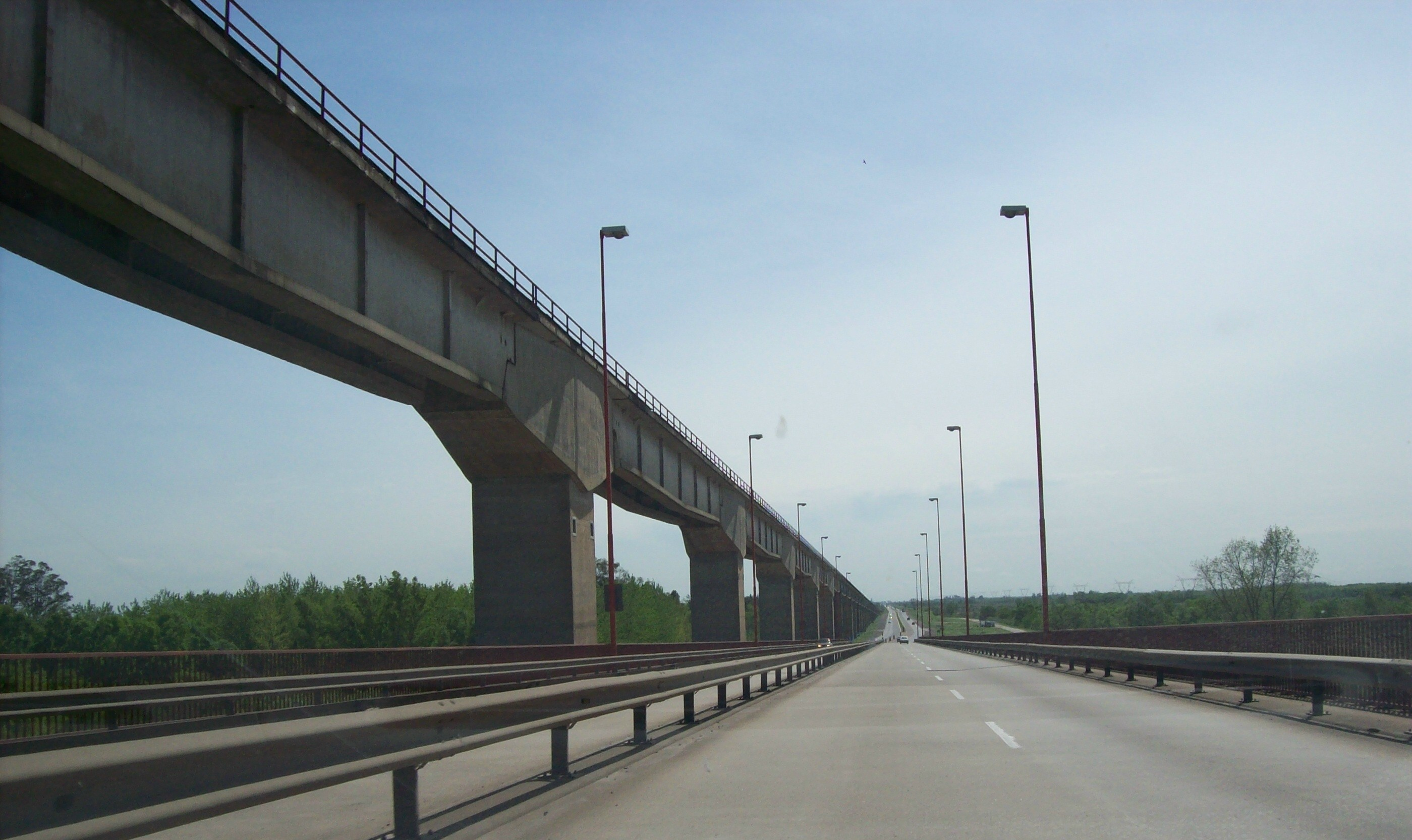
Complejo Ferrovial Zárate - Brazo Largo sobre el río Paraná de las Palmas.

| Cruce                                                 | Ubicación                      | Año      | Ruta                                | Coordenadas                                        |        |
| Brasil                                                | Brasil                         | Brasil   | Brasil                              | Brasil                                             | Brasil |
| ----------------------------------------------------- | ------------------------------ | -------- | ----------------------------------- | -------------------------------------------------- | ------ |
| Puente Rodoferroviária Rollemberg-Vuolo               | Aparecida do Taboado-Rubinéia  | 1998     |                                     | 20°06′17.9″S 51°00′32.4″O / -20.104972, -51.009000 |        |
| Represa de Ilha Solteira                              | Selvíria-Ilha Solteira         | 1973     |                                     | 20°22′54.2″S 51°21′59.7″O / -20.381722, -51.366583 |        |
| Represa Engenheiro Souza Dias (Jupiá)                 | Três Lagoas-Castilho           | 1968     | BR-262                              | 20°46′44.7″S 51°37′49.3″O / -20.779083, -51.630361 |        |
| Puente Ferroviario Francisco de Sá                    | Três Lagoas-Castilho           | 1926     | Estrada de Ferro Noroeste do Brasil | 20°47′26.1″S 51°37′40.6″O / -20.790583, -51.627944 |        |
| Puente Paulicéia-Brasilândia                          | Brasilândia-Paulicéia          | 2009     | BR-158                              | 21°16′08.4″S 51°51′18.8″O / -21.269000, -51.855222 |        |
| Puente Hélio Serejo (Maurício Joppert)                | Bataguassu-Presidente Epitácio | 1964     | BR-267                              | 21°45′12.1″S 52°11′05.6″O / -21.753361, -52.184889 |        |
| Represa de Porto Primavera                            | Rosana                         | 1999     |                                     | 22°28′30.5″S 52°57′29.6″O / -22.475139, -52.958222 |        |
| Puente Porto Camargo                                  | Alto Paraíso                   |          | BR-487                              | 23°22′24.5″S 53°46′08.3″O / -23.373472, -53.768972 |        |
| Puente Ayrton Senna                                   | Mundo Novo-Guaíra              | 1998     | BR-163                              | 24°03′31″S 54°15′28.6″O / -24.05861, -54.257944    |        |
| Brasil-Paraguay                                       |                                |          |                                     |                                                    |        |
| Represa de Itaipu                                     | Hernandarias-Foz do Iguaçu     | 1973     |                                     |                                                    |        |
| Puente Internacional de la Amistad                    | Ciudad del Este-Foz do Iguaçu  | 1965     | PY02-BR-277                         | 25°30′33.5″S 54°36′03.3″O / -25.509306, -54.600917 |        |
| Paraguay-Argentina                                    |                                |          |                                     |                                                    |        |
| Puente Internacional San Roque González de Santa Cruz | Encarnación-Posadas            | 1990     | PY01-RN105                          | 27°22′09.3″S 55°51′43.3″O / -27.369250, -55.862028 |        |
| Represa de Yacyretá                                   | Ayolas-Ituzaingó               | 1994     | D022-RN120                          | 27°28′58.5″S 56°44′19.5″O / -27.482917, -56.738750 |        |
| Argentina                                             |                                |          |                                     |                                                    |        |
| Puente General Manuel Belgrano                        | Resistencia-Corrientes         | 1973     | Ruta Nacional 16                    | 27°28′12.3″S 58°51′35.1″O / -27.470083, -58.859750 |        |
| Segundo puente Resistencia-Corrientes                 | Resistencia-Corrientes         | Planeado |                                     |                                                    |        |
| Puente Reconquista-Goya                               | Reconquista-Goya               | Planeado |                                     |                                                    |        |
| Túnel subfluvial Raúl Uranga-Carlos Sylvestre Begnis  | Santa Fe-Paraná                | 1969     | Ruta Nacional 168                   | 31°42′08.7″S 60°30′12.6″O / -31.702417, -60.503500 |        |
| Segundo puente Santa Fe-Paraná                        | Santa Fe-Paraná                | Planeado |                                     |                                                    |        |
| Puente Nuestra Señora del Rosario                     | Rosario-Victoria               | 2003     | Ruta Nacional 174                   | 32°52′11.4″S 60°41′07.9″O / -32.869833, -60.685528 |        |
| Puente Bartolomé Mitre                                | Zárate-Ceibas                  | 1977     | Ruta Nacional 12                    | 34°06′10.9″S 59°00′10″O / -34.103028, -59.00278    |        |
| Puente Justo José de Urquiza                          | Zárate-Ceibas                  | 1977     | Ruta Nacional 12                    | 33°54′37.1″S 58°53′06.9″O / -33.910306, -58.885250 |        |

### Principales ciudades
En la cuenca del Paraná-Paraguay viven cerca de 75 millones de personas (90 millones en la Cuenca del Plata). Abarca la zona más urbanizada de Suramérica y su población crece a razón de aproximadamente un millón de habitantes por año. En ella se encuentran varias de las ciudades más pobladas del subcontinente, como São Paulo, Buenos Aires, Curitiba, Campinas y Rosario.
Sobre las riberas del Paraná o en cercanías de su valle de inundación se destacan las siguientes ciudades:
- Tres Lagoas, con 100 000 habitantes, es la ciudad más importante del Mato Grosso sobre el Paraná.
- En la Triple Frontera, Foz do Iguaçu, Ciudad del Este y Puerto Iguazú, conforman un área metropolitana de 1 000 000 habitantes.
- Posadas y Encarnación, conjuntamente llegan a los 500 000 habitantes.
- Aguas abajo de la confluencia con el Paraguay, Resistencia y Corrientes conforman un área metropolitana de más de 700 000 habitantes.
- Reconquista, en el norte de Santa Fe, y Goya, en Corrientes, suman entre las dos aproximadamente 200 000 habitantes .
- En la confluencia con el río Salado, Santa Fe y Paraná conforman un área de 800 000 habitantes.
- Rosario, la tercera ciudad más grande de la Argentina, con 1 300 000 habitantes, tiene un aglomerado que se extiende por más de 50 km sobre la ribera derecha del Paraná.
- San Nicolás de los Arroyos, importante centro industrial del norte de la provincia de Buenos Aires, cuenta con 140 000 habitantes.
- Zárate y Campana, conjuntamente superan los 200 000 habitantes.
- La Ciudad Autónoma de Buenos Aires y  su área metropolitana, con aproximadamente 15 000 000 de habitantes, se extiende sobre la ribera del último tramo del delta y sobre el Río de la Plata.[18]

19°13′21″S 46°10′28″O / -19.22250, -46.17444